# 苯并氮杂辛环
苯并氮杂辛环（英語： 或 ）是一种含氮有机化合物，化学式为C11H9N，由一个苯环和一个氮杂环辛四稀稠合而成。